# 2026年冬季奥林匹克运动会北马其顿代表团
2026年冬季奧林匹克運動會北馬其頓代表團是北馬其頓所派出的第25届冬季奥林匹克运动会代表團。這是該國第八次参加冬奥。

## 高山滑雪
北馬其頓已有一男一女取得高山滑雪參賽資格。

## 越野滑雪
北馬其頓已有一男取得越野滑雪參賽資格。